# Ghosts of Fear Street
Ghosts of Fear Street este o sub-serie horror a seriei Fear Street de R. L. Stine , autorul seriei Goosebumps.